# Josef Werndl
Joseph Wendl, né le 26 février 1831 à Steyr (Haute-Autriche) et mort dans cette même ville le 29 avril 1889, est un inventeur industriel autrichien qui intervint dans le secteur de l'armement. Il fonda la Manufacture d'armes autrichienne de Steyr, plus connue comme Steyr-Daimler-Puch.

## Biographie

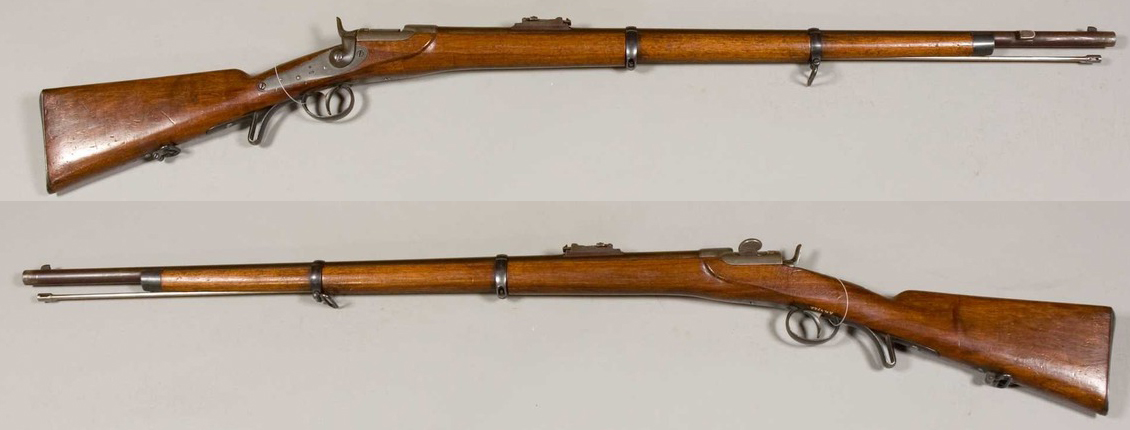
Fusils modèles 1867 Werndl–Holub

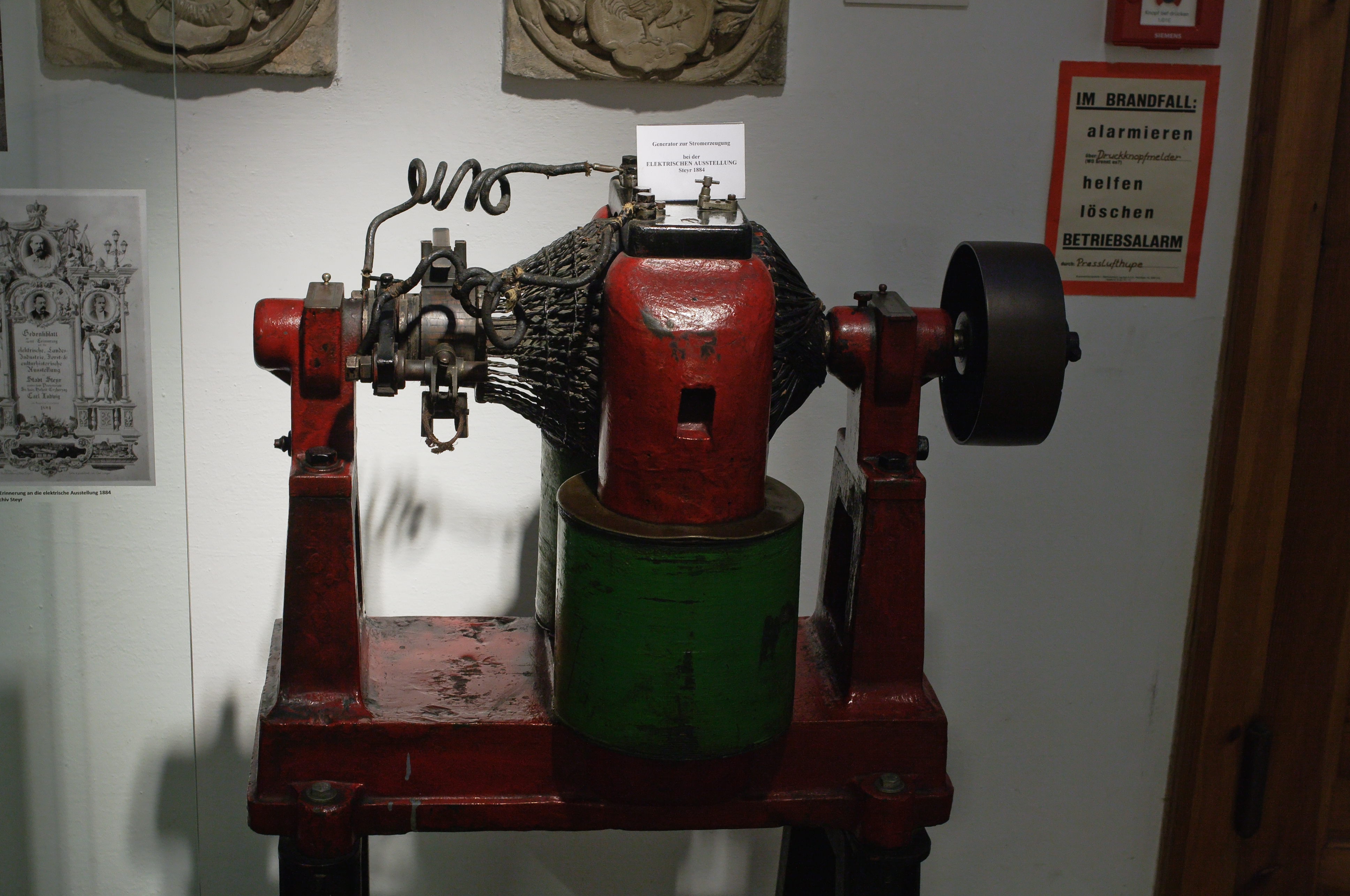
Une des génératrices présentées en 1884 au Salon de l’Électricité.

### Formation
Fils du fabricant d'armes Leopold Werndl et de son épouse Josepha Müller, il fut apprenti fraiseur à Prague et à Vienne avant d'accomplir un long voyage d'étude à travers l'Angleterre, la Thuringe et enfin aux États-Unis, dans les usines Remington et Colt. À son retour, en 1855, il prend avec sa mère les rênes de l'entreprise Josef und Franz Werndl & Comp., Waffenfabrik und Sägemühle.

### Carrière
Werndl bâtit son succès sur le marché des pièces détachées : il imagina de fabriquer en grande série des pièces usinées très précisément et facilement interchangeables. Il commença par introduire de nouvelles techniques de fabrication dans l'usine de 500 ouvriers qu'il venait de prendre en main et, en collaboration avec son contremaître Karl Holub (de) et remporta sur les fusils Remington la fourniture de l'armée d'Autriche-Hongrie grâce à son verrou rotatif de culasse. L'usine employa bientôt jusqu'à 6 000 ouvriers, et devint une société par actions, Österreichische Waffenfabriksgesellschaft (OEWG), dont Werndl était le directeur-général. La production grimpa à 8 000 fusils par semaine.
Par contrat passé le 24 juillet 1868, Werndl s'engage à fournir au ministère de la Guerre 100 000 fusils Modèle 67 à chargement par la culasse. Mais des différends avec ses employés ralentissaient la production, et c'est ainsi que parut la dépendance de l'armée d'Autriche-Hongrie, qui n'avait qu'un seul fournisseur (autrichien) de fusils de ce genre. Le Journal de l'armée signale d'ailleurs que l'usine de Werndl possède à elle seule plus de machines que l'ensemble des autres fabricants autrichiens. Le journal satirique Kikeriki (de) publia à ce sujet en 1869 une caricature de Werndl disant : « Que veulent-ils donc? si je livre les fusils dans les délais, j’augmente le risque de guerre ; si j'ai du retard, je menace la paix. Que je livre des fusils (Gewehr) ou pas, j'ai des garanties (Gewähr) ! »
Werndl privilégiait la « production d'électricité par turbinage » afin de faire face à la crise du marché de l'armement. OEWG fabriquait des dynamos, des lampes à incandescence et des tubes d'éclairage. À l'occasion du salon régional de l'électricité, de l'industrie et du bois de 1884 (du 2 août au 30 septembre) il fit installer l'éclairage dans plusieurs rues et des places telles la place Karl-Ludwig (aujourd'hui Volksstrasse). Certaines rues et ruelles conservaient leur éclairage au gaz afin de montrer la supériorité de l'éclairage électrique. La nouveauté était l'énergie électrique elle-même qui, contrairement aux expositions universelles de Vienne et de Paris, venait du turbinage de l'eau. Werndl construisit les premières centrales hydroélectriques d'Autriche et c'est ainsi que la ville de Steyr fut la première ville des Alpes équipée en courant. Ce n'était toutefois qu'éphémère, car les ampoules furent récupérées à la fin de l'Exposition, où l'empereur François-Joseph s'était rendu le 19 août, suivi le 19 septembre par le prince Rodolphe et la princesse Stéphanie,.
La collaboration avec Holub et l’ingénieur des chemins de fer Ferdinand von Mannlicher fit de la petite manufactures d'armes autrichienne un producteur de niveau mondial, capable de produire neuf millions d'armes de toutes les tailles entre 1869 et 1911. Avec par moments jusqu'à 15 000 ouvriers, OEWG était la plus grande usine d'armes d'Europe.
Werndl construisit pour ses ouvriers des logements, des écoles, un dispensaire et une piscine, et fut le fondateur de l'école de natation de Steyr,. La cité ouvrière a été en partie préservée par la municipalité, en particulier dans le quartier des Wehrgraben.

### Sa mort
Le Vendredi saint de 1889, Werndl contracta une pleurésie alors qu'il tentait malgré la pluie de rallier Letten (commune de Sierning) dans un cabriolet à chevaux découvert. Il s'éteignit le 29 avril à 5 h 45 dans sa villa de Petzengütl, âgé de 58 ans. Il fut inhumé au cimetière du Mont-Tabor de Steyr.